# Décès en janvier 1975
Décès
- 1971
- 1972
- 1973
- 1974
- 1975
- 1976
- 1977
- 1978
- 1979

Pour une information complémentaire, voir la page d'aide.

| Date      | Nom            | Pays  | Activités                        | Âge | Source |
| --------- | -------------- | ----- | -------------------------------- | --- | ------ |
| 2 janvier | Amanda Labarca | Chili | Pédagogue et féministe chilienne | 88  | (es)   |